# 中国人民解放军陆军装甲第十三旅
装甲第十三旅（英語：13th Armored Brigade），是中国人民解放军陆军曾经的一个装甲旅，2017年撤编。

## 概述
该旅最早编制为1954年回国的志愿军第四十五师组建的坦克自行火炮第四十五团，该团于1969年编入坦克第十一师为坦克第四十四团，1985年坦克第四十四团调出第十一师扩编为坦克旅，其中旅部为前陆军第一二九师师部，坦克旅划入第五十四集团军建制，1998年改为装甲旅后与原第二十集团军装甲第十一师互相对调建制，2017年被撤销。

## 沿革
- 坦克自行火炮第四十五团——（1954年8月-1969年9月10日）
- 坦克第十一师第四十四团——（1969年9月10日-1985年4月）
- 陆军第五十四集团军坦克旅——（1985年4月-1998年11月）
- 陆军第二十集团军装甲旅——（1998年11月-2011年11月）
- 陆军第二十集团军装甲第十三旅——（2011年11月-2017年4月）[1]